# (229836) Wladimarinello
(229836) Wladimarinello est un astéroïde de la ceinture principale.

## Description
(229836) Wladimarinello est un astéroïde de la ceinture principale. Il fut découvert le 28 août 2009 à Lumezzane par Marco Micheli et Gian Paolo Pizzetti. Il présente une orbite caractérisée par un demi-grand axe de 3,00 UA, une excentricité de 0,05 et une inclinaison de 10,9° par rapport à l'écliptique.

## Compléments